# Moerasvliegenvanger
De moerasvliegenvanger (Muscicapa aquatica) is een vogelsoort uit de familie van de Muscicapidae (vliegenvangers).

## Kenmerken
De vogel is gemiddeld 13 cm lang en weegt 10–12,5 gram en lijkt sterk op de grauwe vliegenvanger die 's winters ook in Afrika verblijft. Deze soort is echter iets kleiner, iets donkerder en mist de duidelijke streepjes op de borst en de kruin. Van boven is de vogel donker grijsbruin, de kin en borst zijn lichtgrijs tot wit, met een grijze waas op de borst. Bij de ondersoort M. a. infulata is dit een duidelijke grijsbruine borstband.

## Verspreiding en leefgebied
Deze soort komt voor in westelijk en centraal Afrika en telt vier ondersoorten:
- M. a. aquatica: van zuidelijk Mauritanië, Senegal en Gambia tot zuidwestelijk Soedan en noordelijk Congo-Kinshasa.
- M. a. infulata: van zuidoostelijk Soedan, noordoostelijk Congo-Kinshasa en Oeganda tot noordoostelijk Zambia en noordwestelijk Tanzania.
- M. a. lualabae: zuidoostelijk Congo-Kinshasa.
- M. a. grimwoodi: zuidelijk Zambia.

Zoals de naam al aangeeft, is de moerasvliegenvanger een vogel die sterk gebonden is aan terrein met water in de buurt. Deze vliegenvanger komt voor in rietkragen in moerassen, langs plassen, meren en rivieren, of op lage takken in riviergeleidend bos. Wordt echter soms ook op honderden meters van water in hoog gras aangetroffen.

## Status
De grootte van de populatie is niet gekwantificeerd. De vogel is niet zeldzaam en plaatselijk zelfs talrijk. Men veronderstelt dat de soort in aantal stabiel is. Om deze redenen staat de moerasvliegenvanger als niet bedreigd op de Rode Lijst van de IUCN.